# Făcăeni
Făcăeni – wieś w Rumunii, w okręgu Jałomica, w gminie Făcăeni. W 2011 roku liczyła 4795 mieszkańców.
Istnienie miejscowości zostało udokumentowane na ponad 500 lat, ale odkrycia archeologiczne dowodzą, że obszar został zasiedlony od epoki żelaza. W Făcăeni są trzy cerkwie i jeden kościół Adwentystów.
Făcăeni głównie utrzymuje się z rolnictwa. Z wsi najczęściej ludzie wyjeżdżają do miast, gdzie mogą więcej zarobić i za granicę. Miejscowość została nawiedzona przez tornado
12 sierpnia 2002 roku. Zniszczyło około 30 gospodarstw domowych i leśnych. W miejscowości jest jedna szkoła i przedszkole.